# Sarax cochinensis
Sarax cochinensis är en spindeldjursart som först beskrevs av Gravely 1915.  Sarax cochinensis ingår i släktet Sarax och familjen Charinidae.

## Underarter
Arten delas in i följande underarter:
- S. c. bispinosus
- S. c. cochinensis